# زهير رمضان
زهير رمضان (21 يونيو 1959 - 17 نوفمبر 2021)، ممثل سوري.

## حياته
تخرج من قسم التمثيل في المعهد العالي للفنون المسرحية في دمشق عام 1983، أصبح عضوًا في نقابة الفنانين السوريين بنفس العام. اكتشفه الفنان أيمن زيدان وقدم أول أدواره من خلال مسرحية (حارة الشحادين) مع الفنان حسن دكاك، ثم تحول للدراما التلفزيونية والإذاعية. شارك في عدة أدوارٍ، وكان من أشهرها دور «أبو جودت» رجل الشرطة الفاسد في مسلسل باب الحارة بجميع أجزائه.
انتخب لمنصب نقيب الفنانين السوريين في 10 أكتوبر 2014، كما أصبح عضوًا في مجلس الشعب السوري لدورة عام 2016.
أثار الجدل بعدد من التصريحات والقرارات بعد تسلمه رئاسة نقابة الفنانين في عام 2014، منها فصله العديد من الفنانين بسبب عدم دفعهم الرسوم. كما يعتبر رمضان من أشد المؤيدين لنظام الأسد
انتُقد بشدة من قبل الفنان بسام كوسا في حديث إذاعي في أكتوبر 2018 بسبب تراجع أداء النقابة.

## وفاته
توفي زهير رمضان مساء الأربعاء 12 ربيع الآخر 1443 هجريًّا الموافق 17 نوفمبر 2021 ميلاديًّا، عن عمر ناهز 62 عاماً، بعد تعرضه لالتهاب رئوي حاد، بحسب ما أعلنته وزارة الإعلام في سوريا. وقُبيل وفاته بأيام ترددت شائعات كثيرة على وسائل التواصل الاجتماعي تُفيد بموته، إلا أن نقابة الفنانين استمرت تنفي ذلك إلى أن أُعلنت الوفاة رسمياً في اليوم المذكور.

## أعماله

### في التلفزيون
- 1989: شجرة النارنج
- 1992: سكان الريح
- 1992: البديل
- 1992: الشريد
- 1992: بسمة الحزن
- 1993: الجذور لا تموت
- 1995: الحصاد المر
- 1995: نهارات الدفلي
- 1995: الخطوات الصعبه
- 1996: اللحظة الأخيرة
- 1996: القصاص
- 1997: الفراري
- 1998: البحر أيوب
- 1999: جواد الليل
- 1999: حي المزار
- 1999: المجهول
- 1999: بطل من هذا الزمان
- 2000: أنت عمري
- 2000: ليل المسافرين
- 2001: سر الكنز
- 2001: أنا وأبنائي
- 2001: البطرني
- 2001: مغامرات صيفية
- 2001: أبيض أبيض
- 2001: أكشن
- 2002: أبناء القهر
- 2002: ورود في تربة مالحة
- 2002: العوسج
- 2002: عمر الخيام
- 2003: خط النهاية
- 2003: انشودة المطر
- 2003: لغز الجريمة
- 2003: أيامنا الحلوة
- 2003: شرقيات
- 2003: نرجس
- 2003: الياسمين والإسمنت
- 2004: طيور الشوك
- 2004: عذراء الجبل
- 2004: شخصيات على ورق
- 2004: عصر الجنون
- 2005: قيد التحقيق
- 2005: الغدر
- 2005: أمهات
- 2006: باب الحارة
- 2006: تحولات
- 2006: حكايا الليل والنهار
- 2006: بارود...اهربوا
- 2006: انتقام الوردة
- 2006: القضية 6008
- 2006: لا مزيد من الدموع
- 2006: الهشيم
- 2007: باب الحارة 2
- 2007: كوم الحجر
- 2007: الجمر والجمار
- 2007: جنون العصر
- 2008: باب الحارة 3
- 2008: اسأل روحك
- 2008: قمر بني هاشم
- 2008: ضيعة ضايعة
- 2008: هيك تجوزنا
- 2008: لورنس العرب
- 2009: باب الحارة 4
- 2009: قمر أيلول
- 2009: بهول أعقل المجانين 3
- 2009: كهف الأساطير
- 2009: على موج البحر
- 2009: صور عائلية
- 2009: فتافيت
- 2010: باب الحارة 5
- 2010: حضارة العرب 2
- 2010: حارة الياقوت
- 2010: الزلزال
- 2010: ضيعة ضايعة 2
- 2010: صبايا 2
- 2010: عرب وود
- 2011: الزعيم
- 2011: كشف الأقنعة
- 2011: أيام الدراسة
- 2011: مرايا
- 2012: المصابيح الزرق
- 2012: أيام الدراسة 2
- 2012: بناتي وحياتي
- 2012: حارة الطنابر
- 2012: رومانتيكا
- 2013: في قلب اللهب
- 2013: الانفجار
- 2013: سوبر فاميلي
- 2014: باب الحارة 6
- 2014: حمام شامي
- 2014: طوق البنات
- 2014: باب المراد
- 2015: باب الحارة 7
- 2015: طوق البنات 2
- 2015: حارة المشرقة
- 2015: فارس وخمس عوانس
- 2015: بانتظار الياسمين
- 2015: دنيا
- 2016: باب الحارة 8
- 2016: مذنبون أبرياء
- 2016: صدر الباز
- 2016: عطر الشام
- 2016: لست جارية
- 2016: خاتون
- 2017: باب الحارة 9
- 2017: عطر الشام - الجزء الثاني
- 2017: خاتون - الجزء الثاني
- 2017: وردة شامية
- 2018: حريم الشاويش
- 2019 : كرسي الزعيم
- 2020: يوما ما
- 2020: بروكار
- 2021:
- 2012: بروكار ج2
- ضيوف على الحب
- باب الحارة 11

### في السينما
- 1989: ليالي ابن آوى
- 1991 : فيلم رسائل شفهية
- 2001: غير مخصص للبيع
- 2002: مشروع أم
- 2008: صباح الليل
- 2011: صبيحة بحرية

## وصلات خارجية
- زهير رمضان على موقع IMDb (الإنجليزية)
- زهير رمضان على موقع قاعدة بيانات الأفلام العربية